# Данкур
Данкур (фр. Dancourt) насеље је и општина у северној Француској у региону Горња Нормандија, у департману Приморска Сена која припада префектури Дјеп.
По подацима из 2011. године у општини је живело 232 становника, а густина насељености је износила 12,68 становника/km². Општина се простире на површини од 18,3 km². Налази се на средњој надморској висини од 90 метара (максималној 209 m, а минималној 74 m).

## Демографија
| 1962. | 1968. | 1975. | 1982. | 1990. | 2011. |
| ----- | ----- | ----- | ----- | ----- | ----- |
| 330   | 307   | 276   | 307   | 266   | 232   |

График промене броја становника у току последњих година